# Serniki
Serniki (ukrainska och ryska: Серники) är en stad i Rivne oblast i Ukraina, nära gränsen till Vitryssland. Serniki har cirka 2 700 invånare och hade fram till Förintelsen en stor judisk befolkning.
Serniki grundades år 1449. Efter första världskriget och enligt Rigaavtalet övergick staden i den andra polska republikens territorium.
Under andra världskriget dödades cirka 850 judar i Sernikis getto av tyskarna och ukrainska milismän som aktivt deltog i förintelsen i Ukraina.

## Personer från Serniki
- Ivan Timofeyevitj Polyukhovitj(en) (1924–1997) var en ukrainsk/australisk krigsförbrytare född i Serniki.[1]

Två tredjedelar av befolkningen i Serniki har samma efternamn: Polyukhovitj(uk).